# Victor Ntweng
Victor Ntweng (1º dicembre 1995) è un ostacolista e velocista botswano.

## Biografia
Inizialmente specializzato nei 400 metri piani, dopo aver conquistato – con tanto di record nazionale pari a 49"80 – il titolo di campione nazionale assoluto dei 400 metri ostacoli (e della staffetta 4×400 metri) nel 2022, inizia a concentrarsi sul giro di pista con ostacoli, partecipando ai campionati africani di Saint-Pierre 2022 dove si classifica settimo nella finale dei 400 metri ostacoli.
Nel 2024 è medaglia d'argento ai Giochi panafricani di Accra e successivamente medaglia d'oro ai campionati africani di atletica leggera di Douala, sempre nei 400 metri ostacoli. Nella stessa disciplina, partecipa ai Giochi olimpici di Parigi 2024, dove si ferma alle batteria di ripescaggio prima delle semifinali.
Nel 2025 è membro della staffetta 4×400 metri maschile del Botswana alle World Athletics Relays di Guangzhou: corre in batteria di qualificazione insieme ai connazionali Lee Eppie, Justice Oratile e Leungo Scotch, conquistando la qualificazione per i campionati mondiali di Tokyo e la finale della gara, dove però viene sostituito da Kabo Rankgwe: la squadra così composta riesce a conquistare la medaglia di bronzo. Prende parte anche alla staffetta 4×400 metri mista correndo nella batteria di ripescaggio con Thabang Charles Monngathipa, Tlhomphang Basele e Naledi Monthe, ma senza riuscire a raggiungere la finale.

## Progressione

### 400 metri piani
| Stagione | Tempo | Luogo       | Data      | Rank. Mond. |
| -------- | ----- | ----------- | --------- | ----------- |
| 2025     | 45"71 | Lucca       | 8-6-2025  |             |
| 2023     | 47"01 | Francistown | 4-2-2023  |             |
| 2022     | 46"66 | Gaborone    | 30-4-2022 |             |
| 2021     | 47"10 | Francistown | 16-6-2021 |             |
| 2020     | 46"99 | Gaborone    | 28-2-2020 |             |
| 2019     | 46"31 | Francistown | 5-5-2019  |             |
| 2018     | 46"71 | Lobatse     | 26-5-2018 |             |

### 400 metri ostacoli
| Stagione | Tempo | Luogo         | Data      | Rank. Mond. |
| -------- | ----- | ------------- | --------- | ----------- |
| 2025     | 49"20 | Gaborone      | 12-4-2025 |             |
| 2024     | 48"82 | Potchefstroom | 25-5-2024 |             |
| 2023     | 49"73 | Gaborone      | 10-6-2023 |             |
| 2022     | 49"80 | Gaborone      | 12-3-2022 |             |

## Palmarès
| Anno | Manifestazione          | Sede         | Evento                  | Risultato   | Prestazione | Note                                     |
| ---- | ----------------------- | ------------ | ----------------------- | ----------- | ----------- | ---------------------------------------- |
| 2022 | Campionati africani     | Saint-Pierre | 400 m ostacoli          | 7º          | 51"77       |                                          |
| 2022 | Giochi del Commonwealth | Birmingham   | 400 m ostacoli          | Batteria    | dns         |                                          |
| 2024 | Giochi panafricani      | Accra        | 400 m ostacoli          | Argento     | 49"38       |                                          |
| 2024 | Campionati africani     | Douala       | 400 m ostacoli          | Oro         | 48"88       |                                          |
| 2024 | Giochi olimpici         | Parigi       | 400 m ostacoli          | Ripescaggio | 48"88       |                                          |
| 2025 | World Athletics Relays  | Guangzhou    | Staffetta 4×400 m       | Batteria    | 3'01"23     | [ 1 ]                                    |
| 2025 | World Athletics Relays  | Guangzhou    | Staffetta 4×400 m mista | Ripescaggio | 3'19"11     | Miglior prestazione personale stagionale |

## Campionati nazionali
- 2 volte campione botswano assoluto dei 400 metri ostacoli (2022, 2023)
- 1 volta campione botswano assoluto della staffetta 4×400 metri (2022)

2018
- Argento ai campionati botswani assoluti, 400 m piani - 47"11

2019
- Argento ai campionati botswani assoluti, 400 m piani - 46"31

2021
- 5º ai campionati botswani assoluti, 400 m piani - 47"39

2022
- Oro ai campionati botswani assoluti, 400 m ostacoli - 50"63
- Oro ai campionati botswani assoluti, staffetta 4×400 m - 3'07"75

2023
- Oro ai campionati botswani assoluti, 400 m ostacoli - 49"79

2024
- Argento ai campionati botswani assoluti, 400 m ostacoli - 49"00